# Белая Сербия

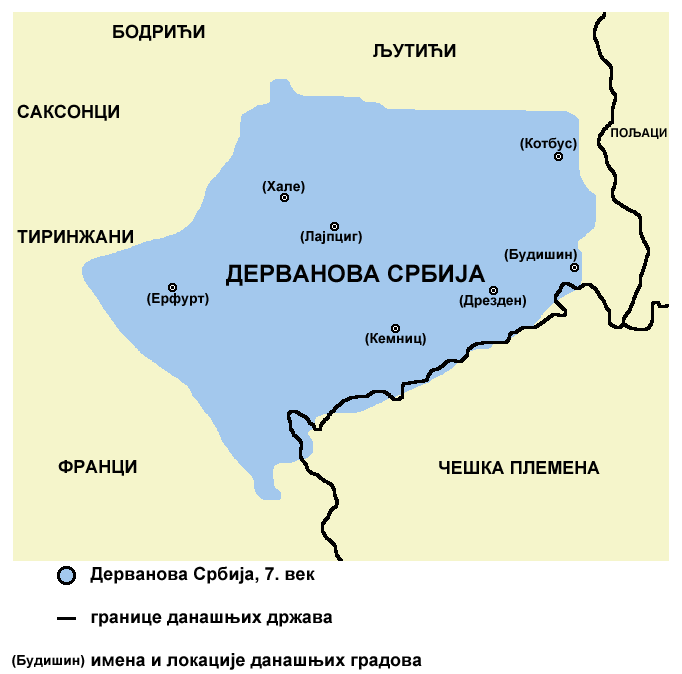
Бойка во времена князя Дервана (VII век)

Белая Сербия или Бойка (серб. Белa Србиja / Bela Srbija; архаизм Бојка / Bojka, др.-греч. Βοικι [Boiki]) — область в Европе, которая, согласно труду «Об управлении империей» Константина Багрянородного, являлась родиной предков сербов, или белых сербов, откуда некоторая их часть в VII веке ушла на Балканы.

## Происхождение названия

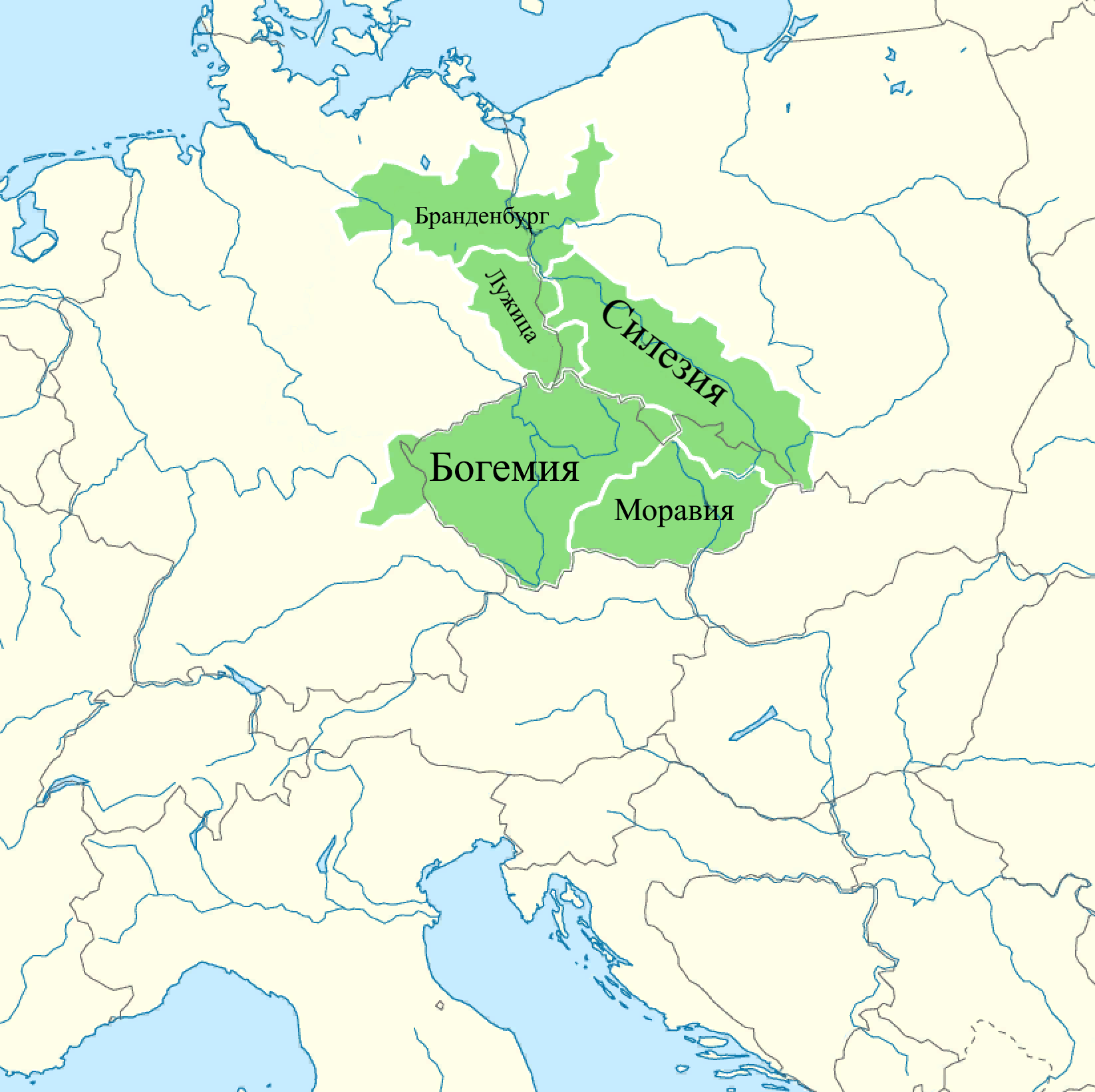
Владения Чехии в XIV веке

Происхождение термина «Бойка», который использовал император в своём труде, неизвестно. Но существует несколько теорий, пытающихся трактовать его:
- Западная: сокращённая и искажённая форма слова Богемия (Bojohemum), которым в средневековье называли территорию Чехии[3][4]
- Восточная: русинское племя бойки, жившее в Восточной Галиции[4][5]

## Местоположение Белой Сербии
О Балканских сербах Константин Багрянородный писал:
Да будет известно, что сербы происходят от некрещеных сербов, называемых также «белыми» и живут по ту сторону Туркии [венгры] в местности, именуемой ими Бойко. С ними граничит Франкия [германцы], а также Великая Хорватия, некрещеная, называемая также «Белой».
Местонахождение «Бойки» до сих пор остаётся неясным, но существуют две гипотезы:
- Западная: от Белой Хорватии в сторону Северной Чехии и Лужицы
- Восточная: от Белой Хорватии в сторону Восточного Закарпатья

У славян цвета использовались для обозначения сторон света: белый — запад, синий (голубой) — восток, чёрный — север, красный — юг.

### Гипотезы о местоположении Белой Сербии
Расположение Белой Сербии является сложным вопросом. Оно описывается разными авторами как:
- К северу Дуная и Карпат[7];
- Современная Чехия[8];
  - Богемия[9];
- Между реками Эльба и Зале[10][11];
- Польша[12];
- Червонная Русь[13];
- Рюген, остров в северной Германии[13];
- Лужица.

## Местоположение Белой Хорватии

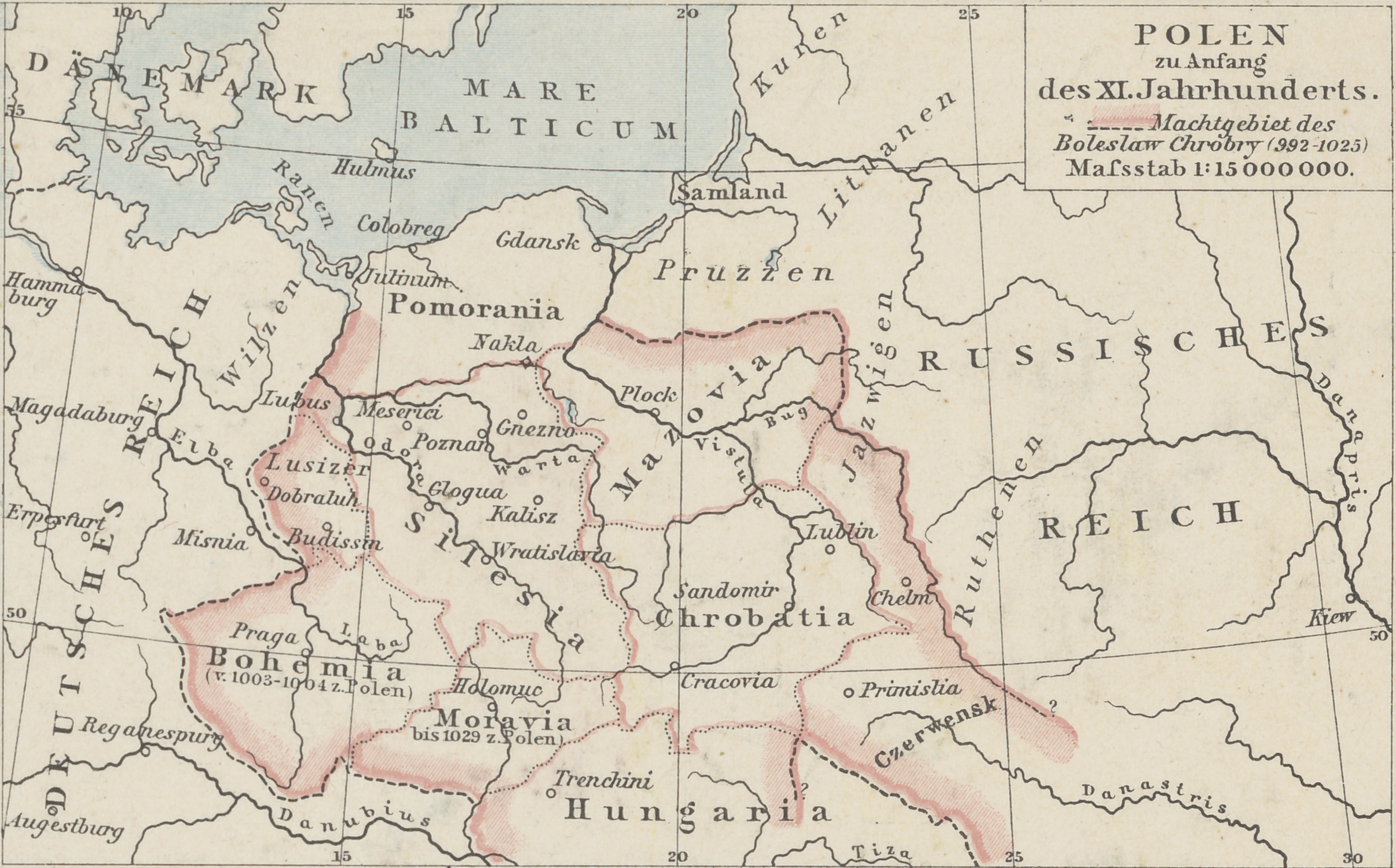
Карта Польши времени Болеслава Храброго, на которой указано одно из гипотетических местонахождений Белой Хорватии

Основываясь на информации Константина Багрянородного и ещё нескольких документов средневековья, упоминающих Белую Хорватию, она может быть помещена в верховьях Вислы рядом с Краковом.

## Переселение части сербов на Балканы
Согласно труду «Об управлении империей», сербы в Белой Сербии имели правителя, двое сыновей которого унаследовали власть над Сербией, и один из них, взяв половину народа, двинулся на Балканы. По некоторым данным, эти два брата были сыновьями князя Дервана.

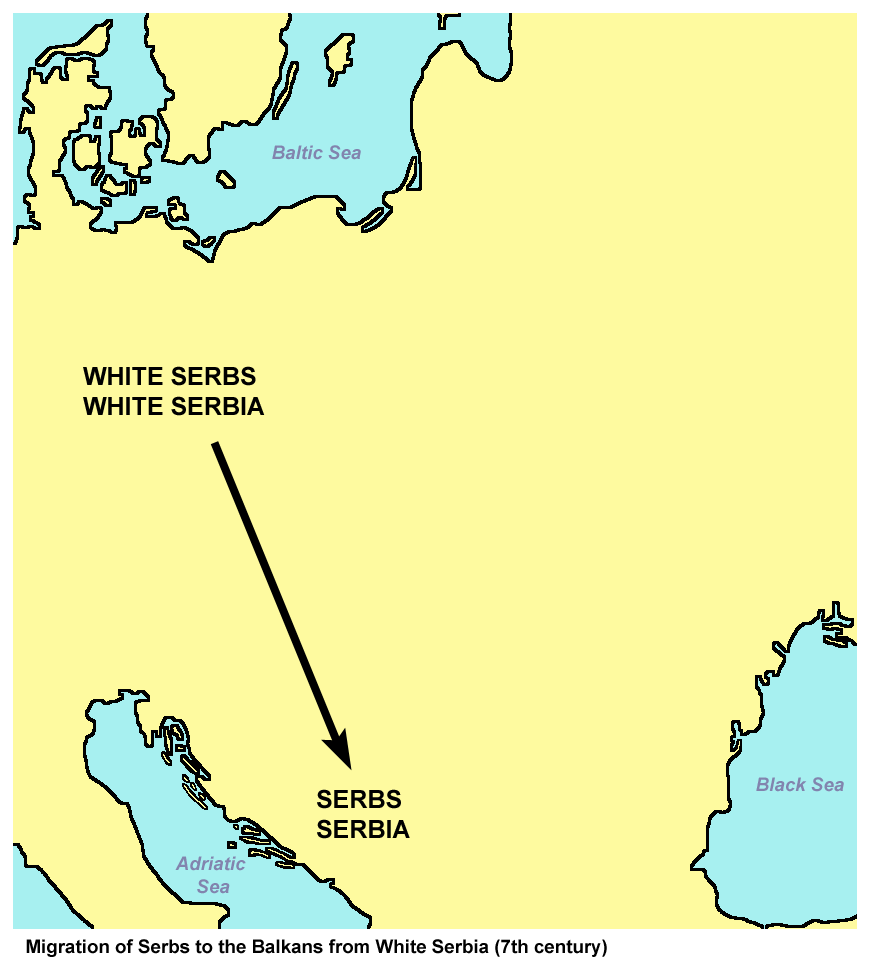
Переселение сербов из Белой Сербии, иллюстрирующее мнение о положении Белой Сербии на востоке современной Германии.
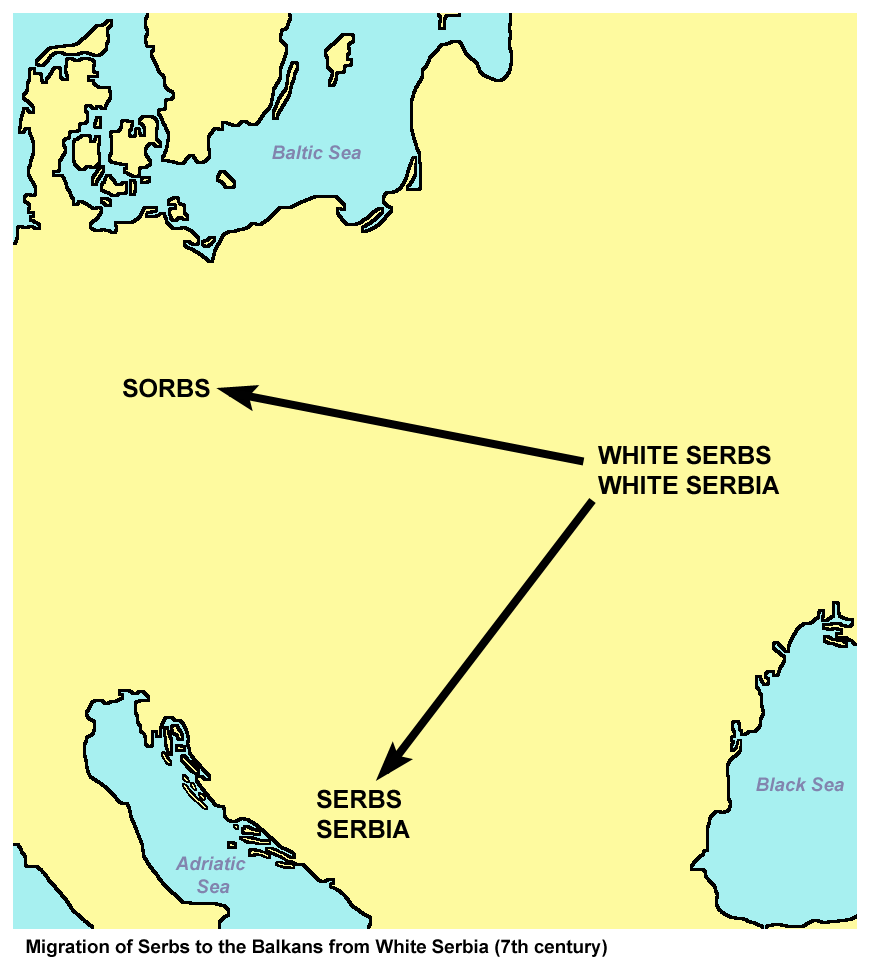
Переселение сербов из Белой Сербии, иллюстрирующее мнение о положении Белой Сербии на западе современной Украины.

## Правители
Список правителей сербов в районе Лужицы:
- Звонемир, король (VI век)[источник не указан 275 дней]
- Дерван, князь (VII век)
  - Безымянный князь, князь (VII век)
- Семела, король (IX век)
- Милидух, король (IX век)
- Тунгло, вождь (IX век)
- Цзимислав, король (IX век)
- Жистибор, князь (IX век)
- Славибор, князь (IX век)
- Попо, князь (X век)